# Fatu Maromak
Der Fatu Maromak ist ein Berg am Rande der osttimoresischen Stadt Same (Suco Letefoho, Verwaltungsamt Same, Gemeinde Manufahi).
„Maromak“ ist das Wort der Tetum für das höchste Wesen und wird heutzutage gleichgesetzt mit dem christlichen Gott. „Fatu“ ist das Tetum-Wort für Berge mit steilen Klippen, wie sie häufig auf Timor zu finden sind. Übersetzt bedeutet der Name des Berges also in etwa „der Berg Gottes“.
Auf dem Berg befinden sich ein kleiner Marienschrein und ein Kruzifix als Gipfelkreuz.

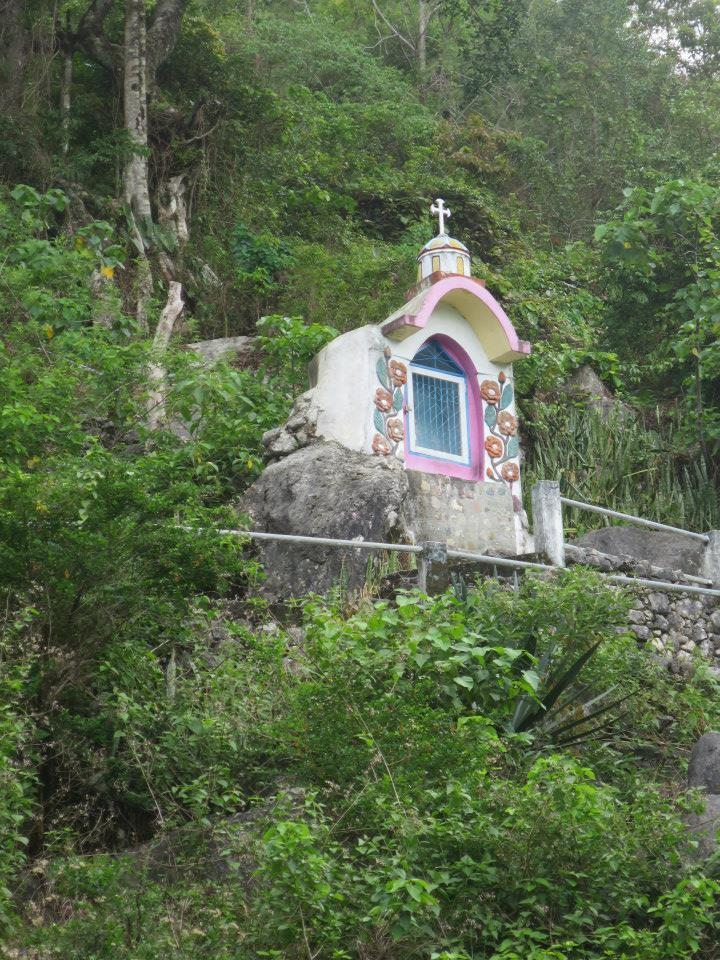
Der Marienschrein
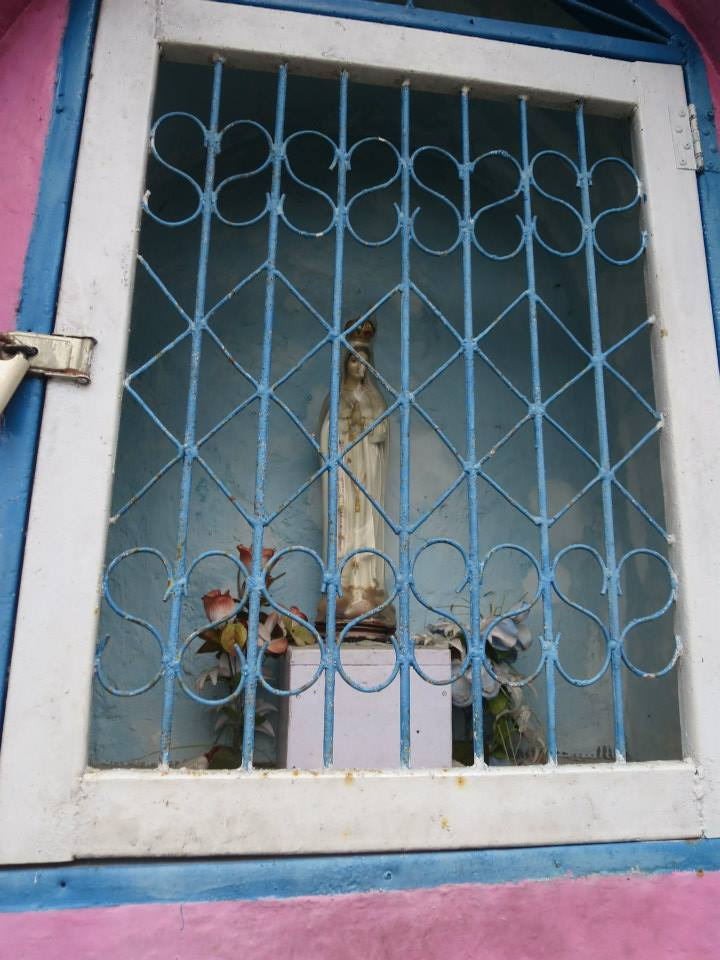
Marienstandbild
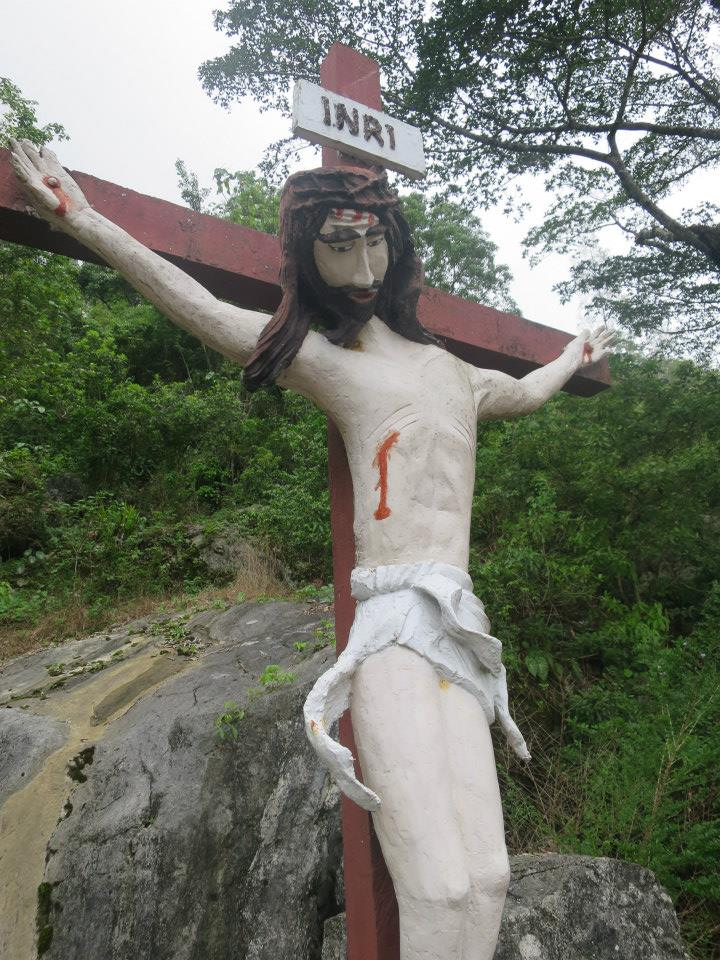
Kruzifix
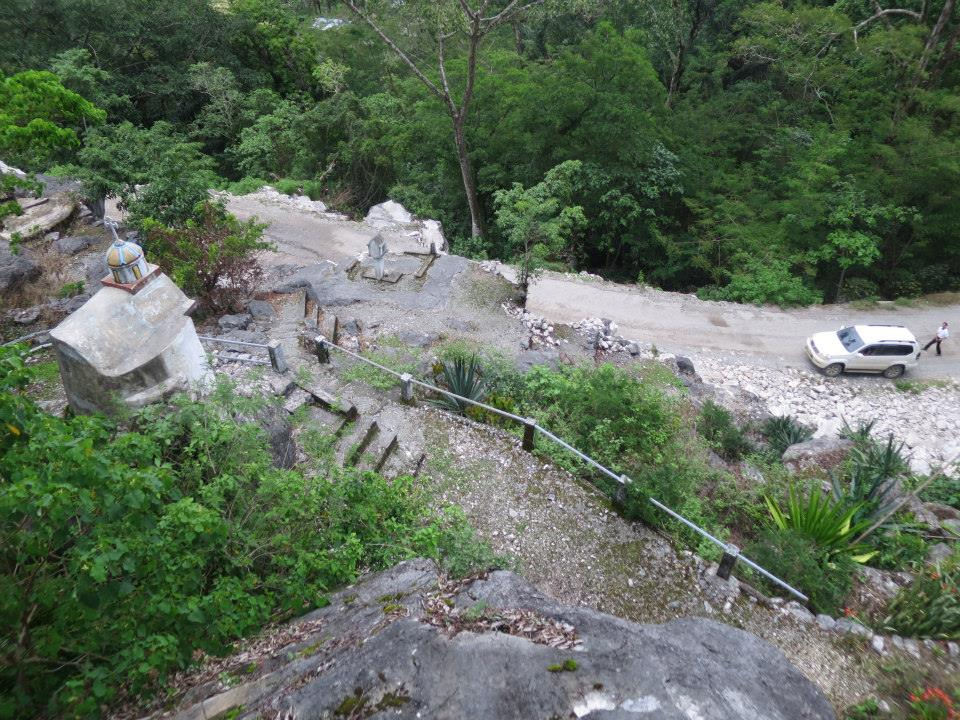
Blick herab auf die Straße nach Same
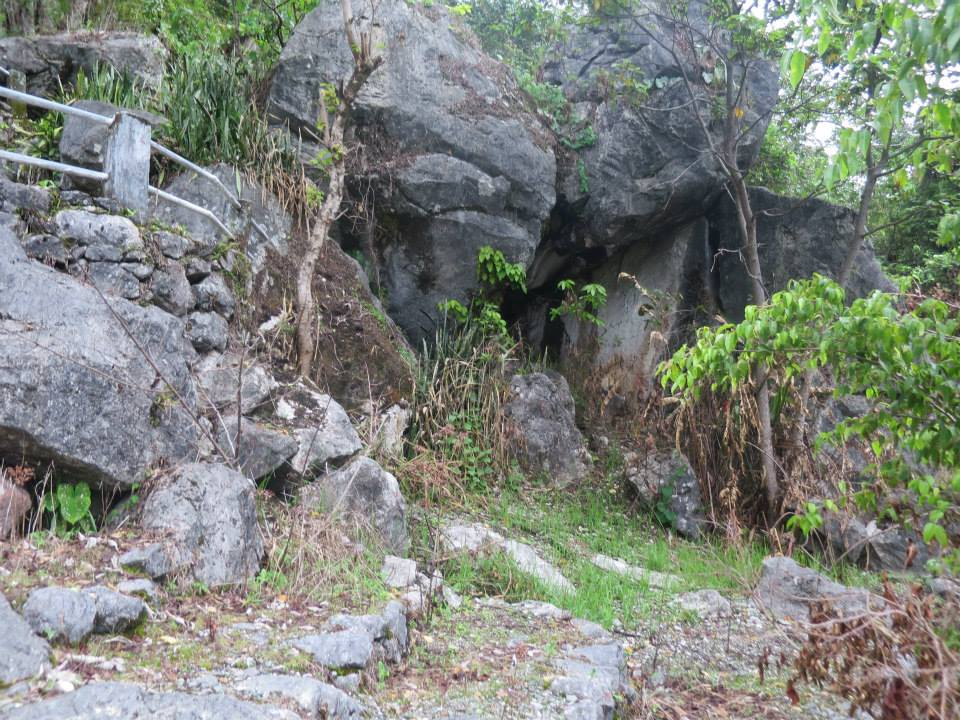
Eingang zur Höhle auf dem Fatu Maromak